# Ilha do Pavão
Ilha do Pavão är en ö i Brasilien.   Den ligger i delstaten Rio Grande do Sul, i den södra delen av landet, 1 600 km söder om huvudstaden Brasília. Arean är 2,3 kvadratkilometer.
Terrängen på Ilha do Pavão är mycket platt. Öns högsta punkt är 13 meter över havet. Den sträcker sig 3,4 kilometer i nord-sydlig riktning, och 1,2 kilometer i öst-västlig riktning.
Runt Ilha do Pavão är det i huvudsak tätbebyggt. Runt Ilha do Pavão är det mycket tätbefolkat, med 2 811 invånare per kvadratkilometer.